# Iglesia de San Juan Bautista (Moarves de Ojeda)
La iglesia de San Juan Bautista es una iglesia situada en la localidad de Moarves de Ojeda, provincia de Palencia, España, declarada bien de interés cultural el 3 de junio de 1931. Construida a finales del siglo XII y posteriormente sustituida por un edificio gótico. De la iglesia románica se han conservado una magnífica portada en la fachada sur y la pila bautismal. 

## Descripción
La iglesia está construida con sillares tallados regularmente según la técnica del opus quadratum. Sobre la fachada occidental se eleva una espadaña puntiaguda, con tres vanos con arcos de medio punto. Un doble arco triunfal abre la nave hacia el este para formar un coro cerrado cuadrado y recto.

### Portada sur

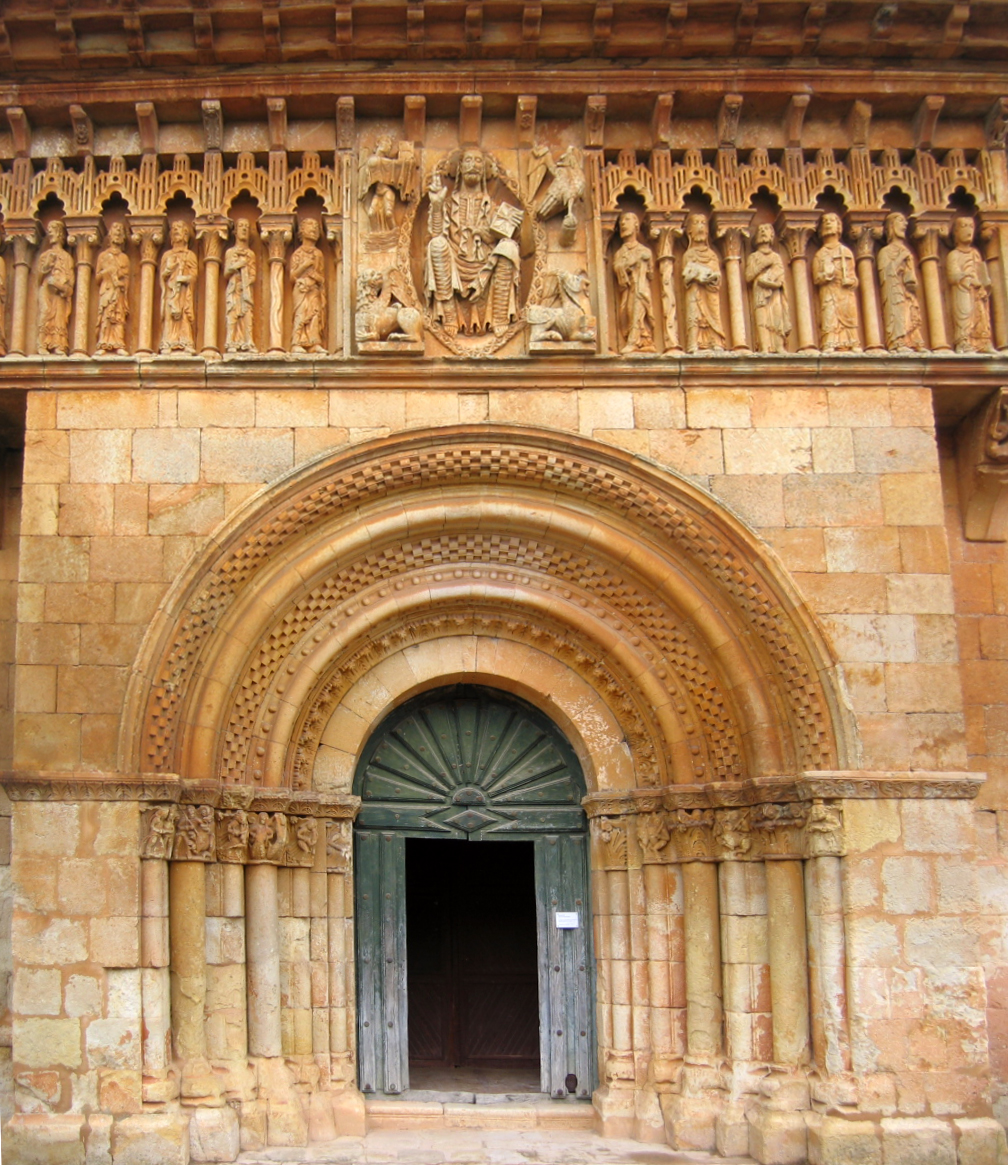
Detalle de la portada

En un estrecho saliente del muro de la fachada sur, bajo un dosel apoyado en ménsulas, se abre la portada que sobresale claramente del resto del edificio con su piedra de color amarillo rojizo. En la parte superior hay un amplio friso escultórico, en el centro del cual se representa a Cristo como Maiestas Domini. Está vestido con una espléndida prenda rica en pliegues y está enmarcado por una mandorla. Tiene levantada su mano derecha en signo de bendición y tiene un libro a su izquierda. 
Está rodeado por los símbolos de los evangelistas, la figura humana de Mateo (arriba a la izquierda), el águila de Juan (arriba a la derecha), el león de Marcos (abajo a la izquierda) y el toro de Lucas (abajo a la derecha). Seis apóstoles se agrupan a cada lado. La mayoría de los apóstoles están representados con un libro, Pablo y Juan tienen pergaminos en sus manos. Las figuras se encuentran bajo quíntuples arcos y están separadas entre sí por esbeltas columnas decoradas con capiteles de hojas. Las pequeñas superestructuras sobre los arcos se interpretan como las puertas de la Jerusalén Celestial, cuyo acceso es posible por la mediación de los apóstoles. La zona de la escultura se apoya en dos fuertes ménsulas esculpidas. La piedra izquierda representa una cabeza humana con orejas de perro, la derecha muestra a San Jorge luchando contra el dragón.

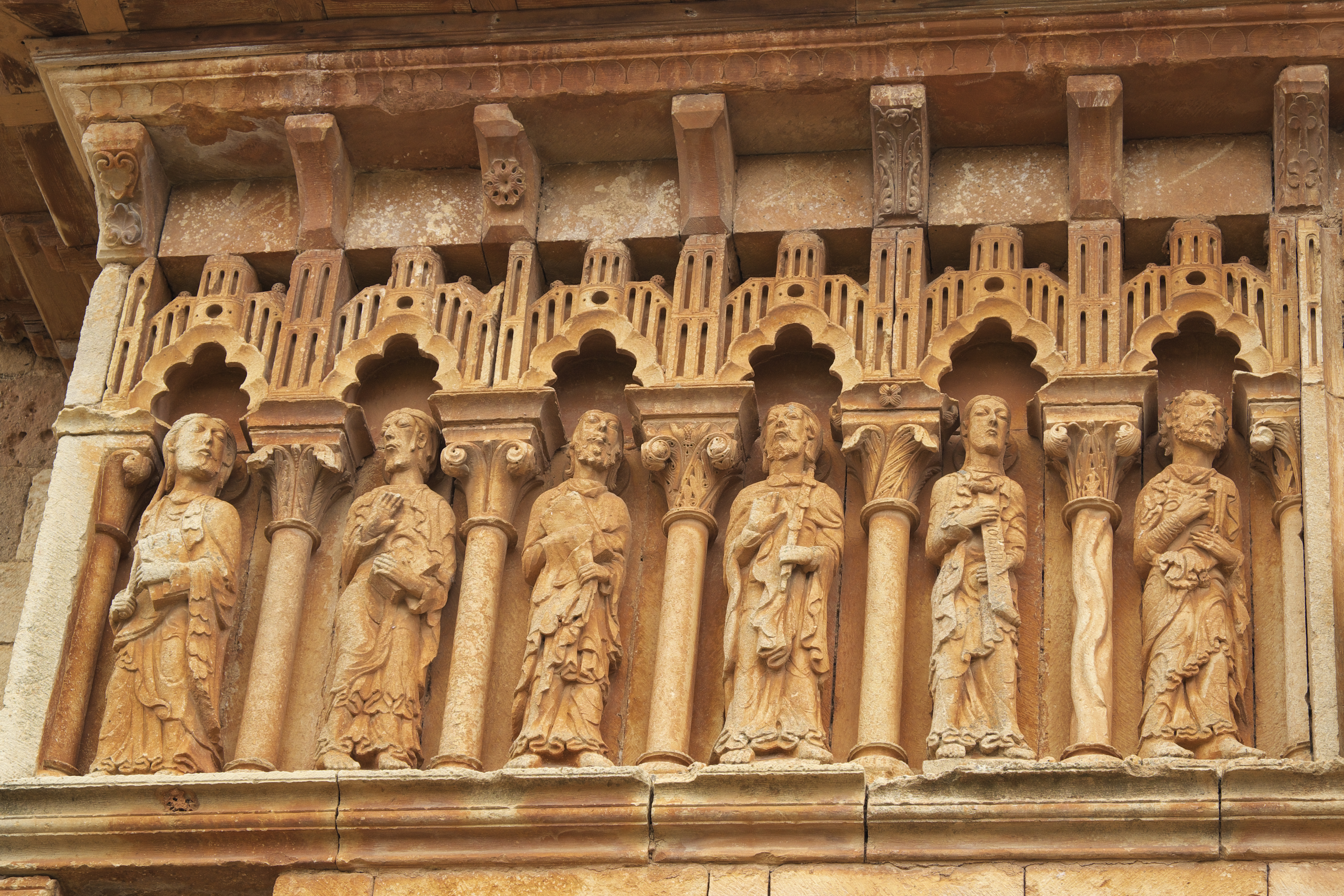
Seis apóstoles, en la parte izquierda
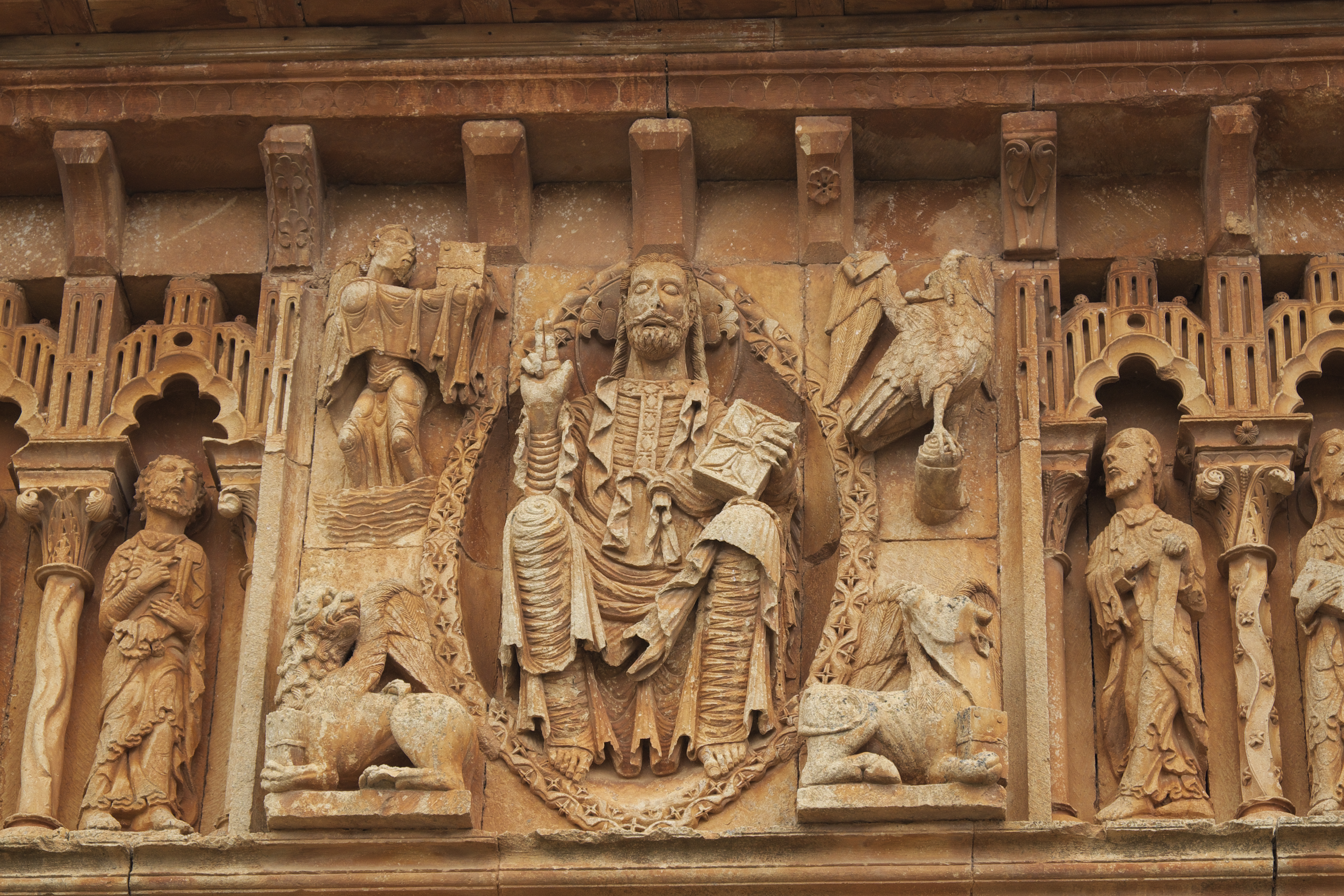
Cristo y Tetramorfo
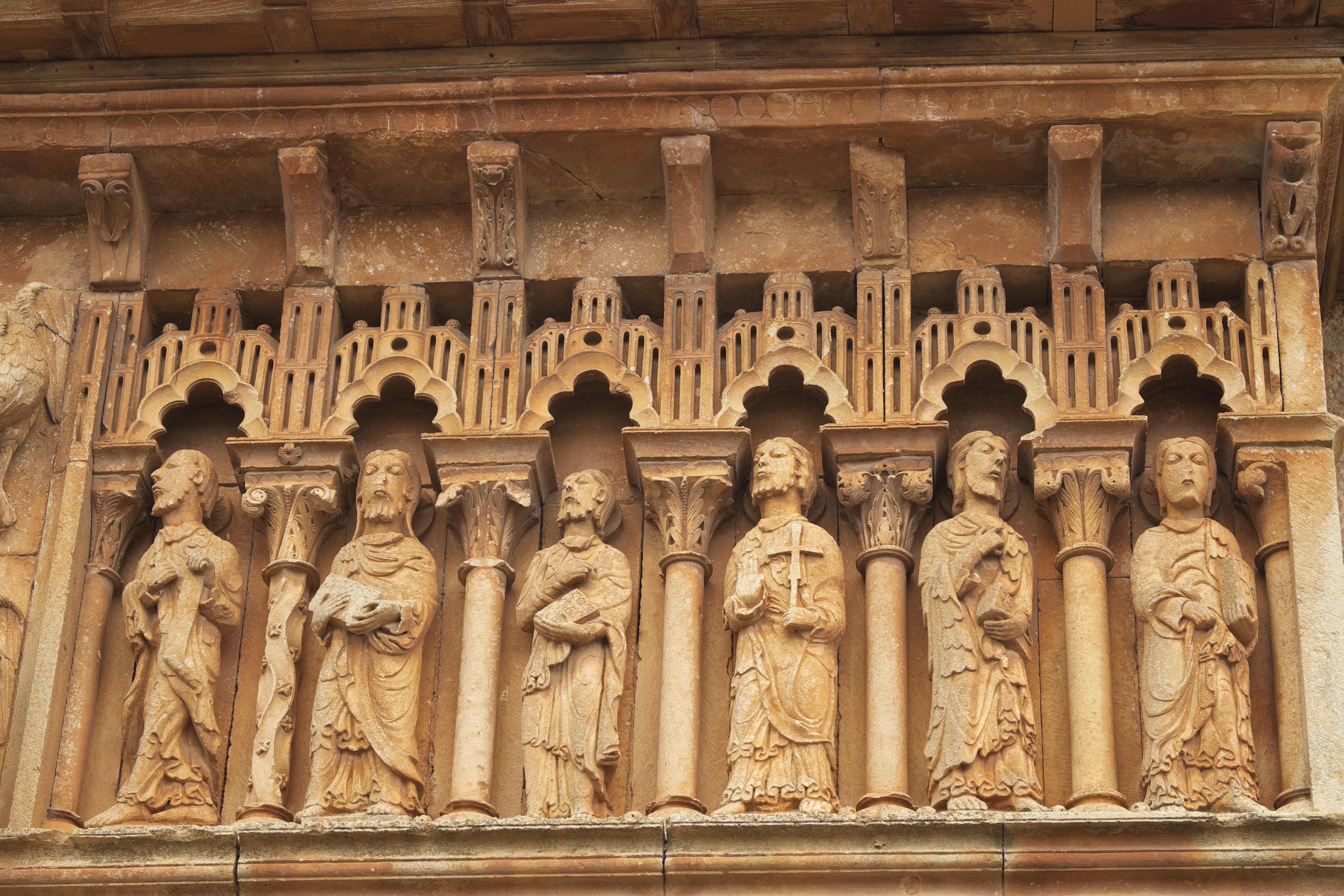
Seis apóstoles, en la parte derecha

La entrada está rodeada de arquivoltas decoradas con barras redondas, frisos de tablero de ajedrez y hojas de acanto. Los combatientes están decorados con hojas estilizadas, los capiteles son figurativos. Se pueden reconocer bailarines y músicos, una pareja de baile y una pareja que se abraza, caballeros con armadura y la lucha de Sansón con el león.

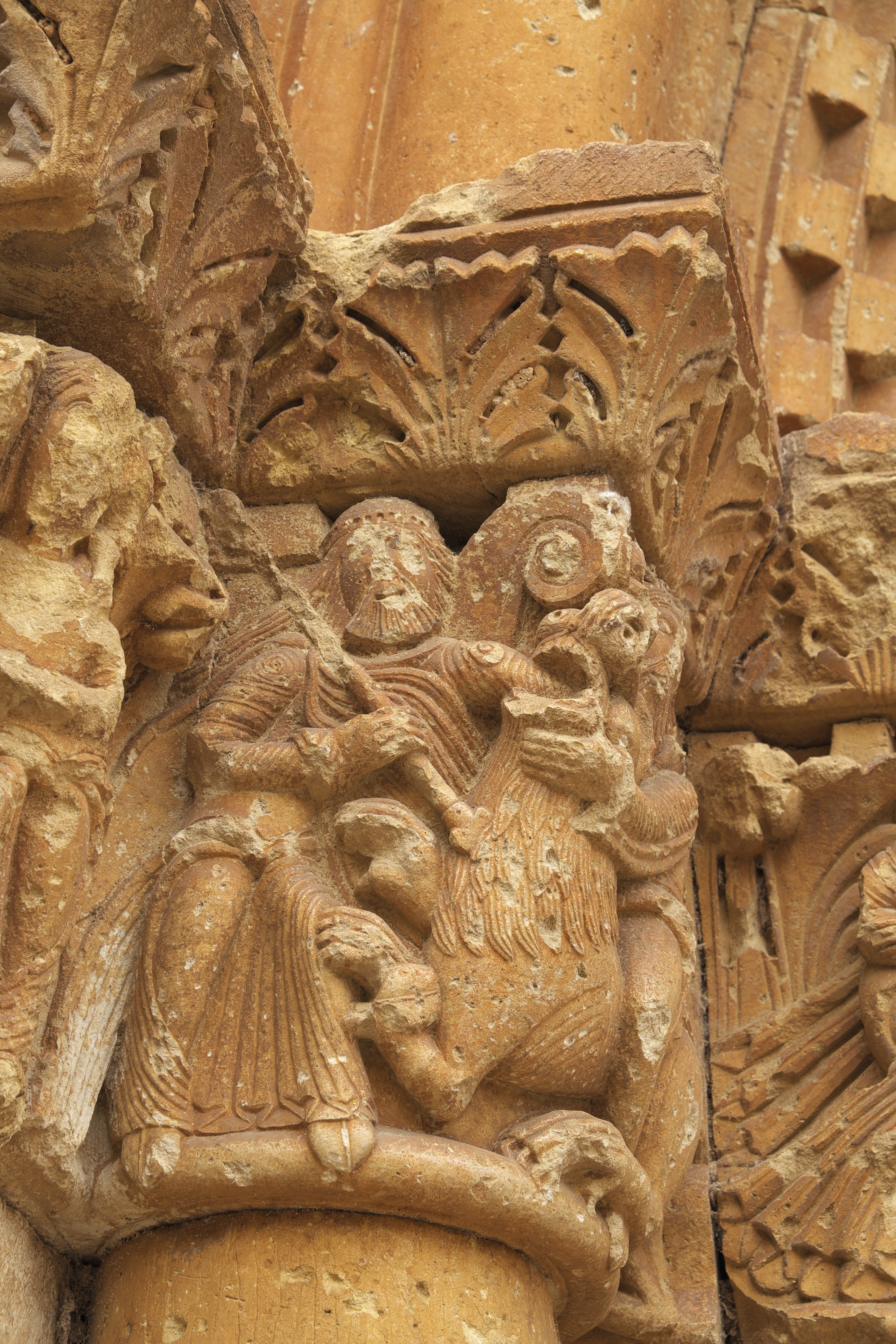
Sansón luchando con el león
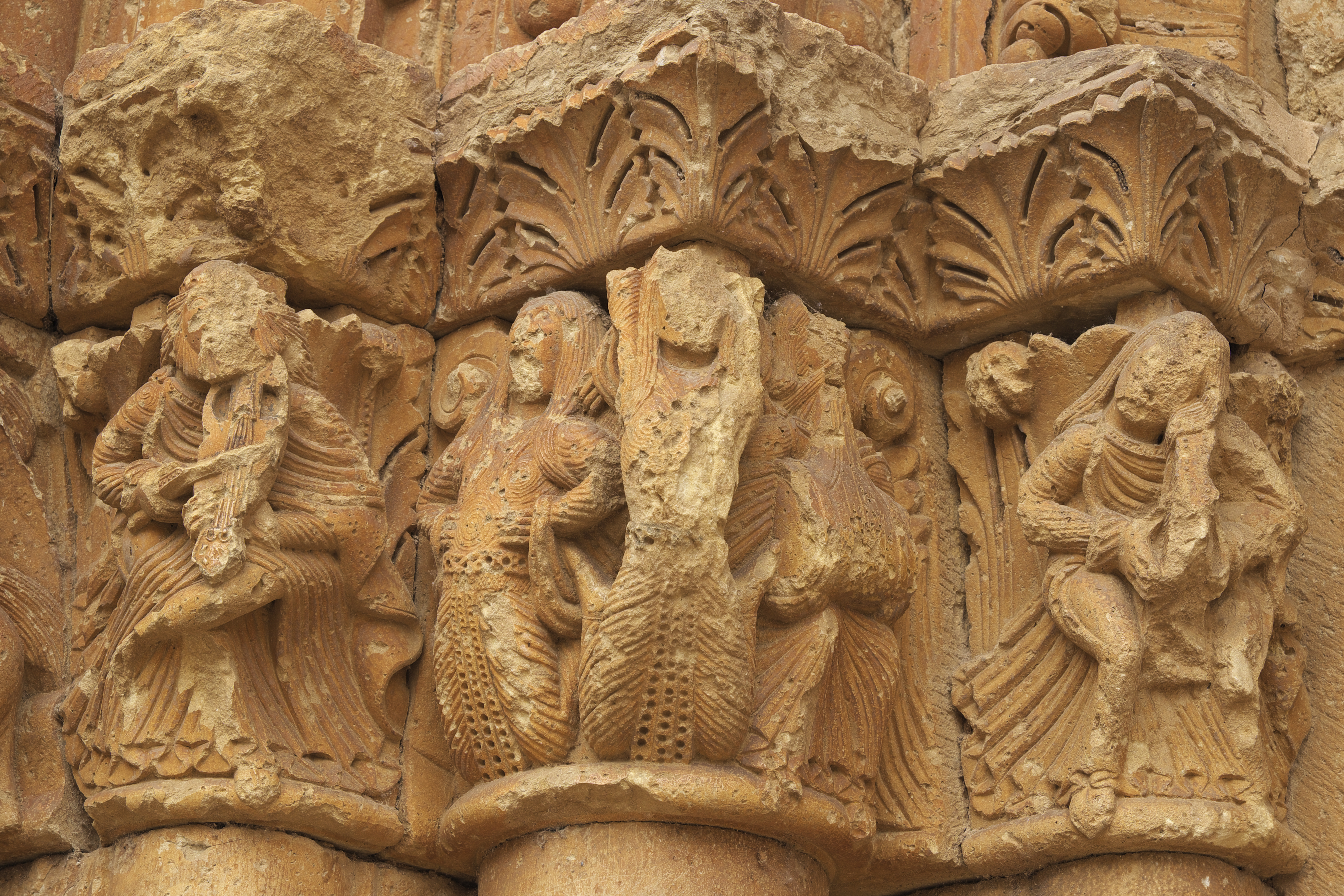
Bailarines y músicos
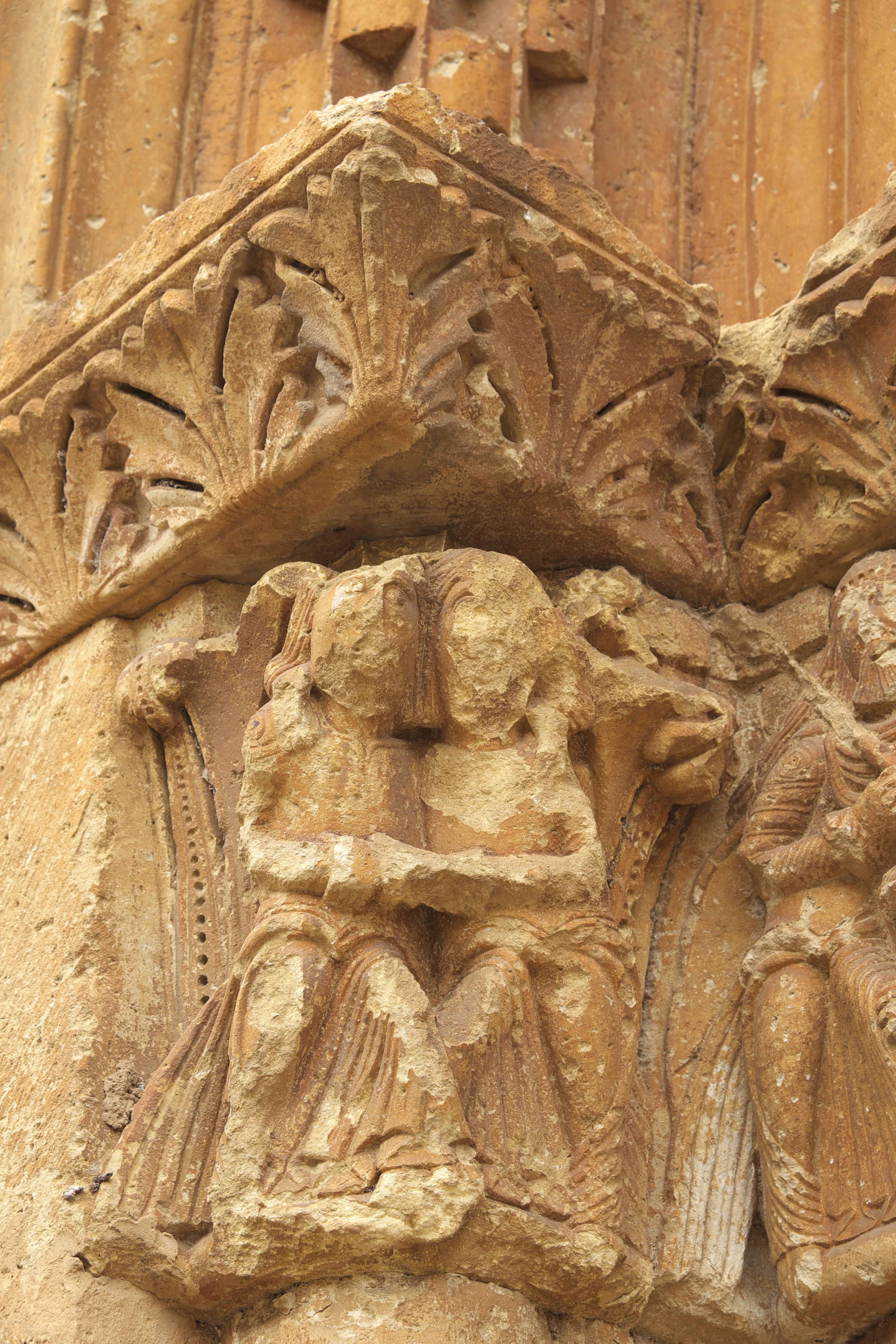
Pareja de bailarines
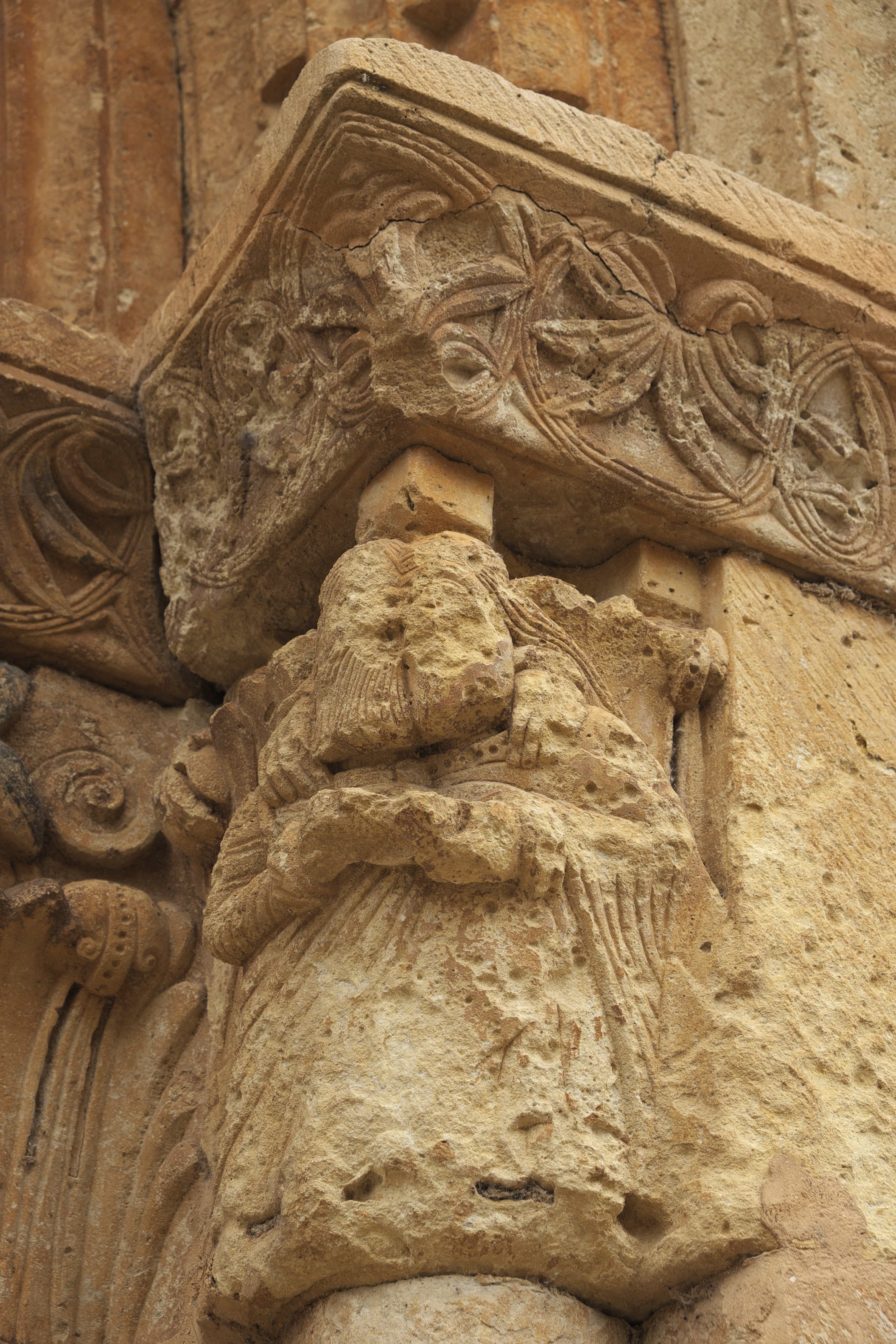
Pareja abrazada

### Pila bautismal
Como en la fachada del portal, la pila bautismal también presenta a los apóstoles y a Cristo como Maiestas Domini en el centro. Cristo está provisto del nimbo de la cruz. Lleva una elaborada bata y sostiene un libro en su mano izquierda. Los apóstoles están bajo arcos y están enmarcados por columnas con ejes espirales. La parte superior de la pila bautismal ha sido parcialmente renovada.

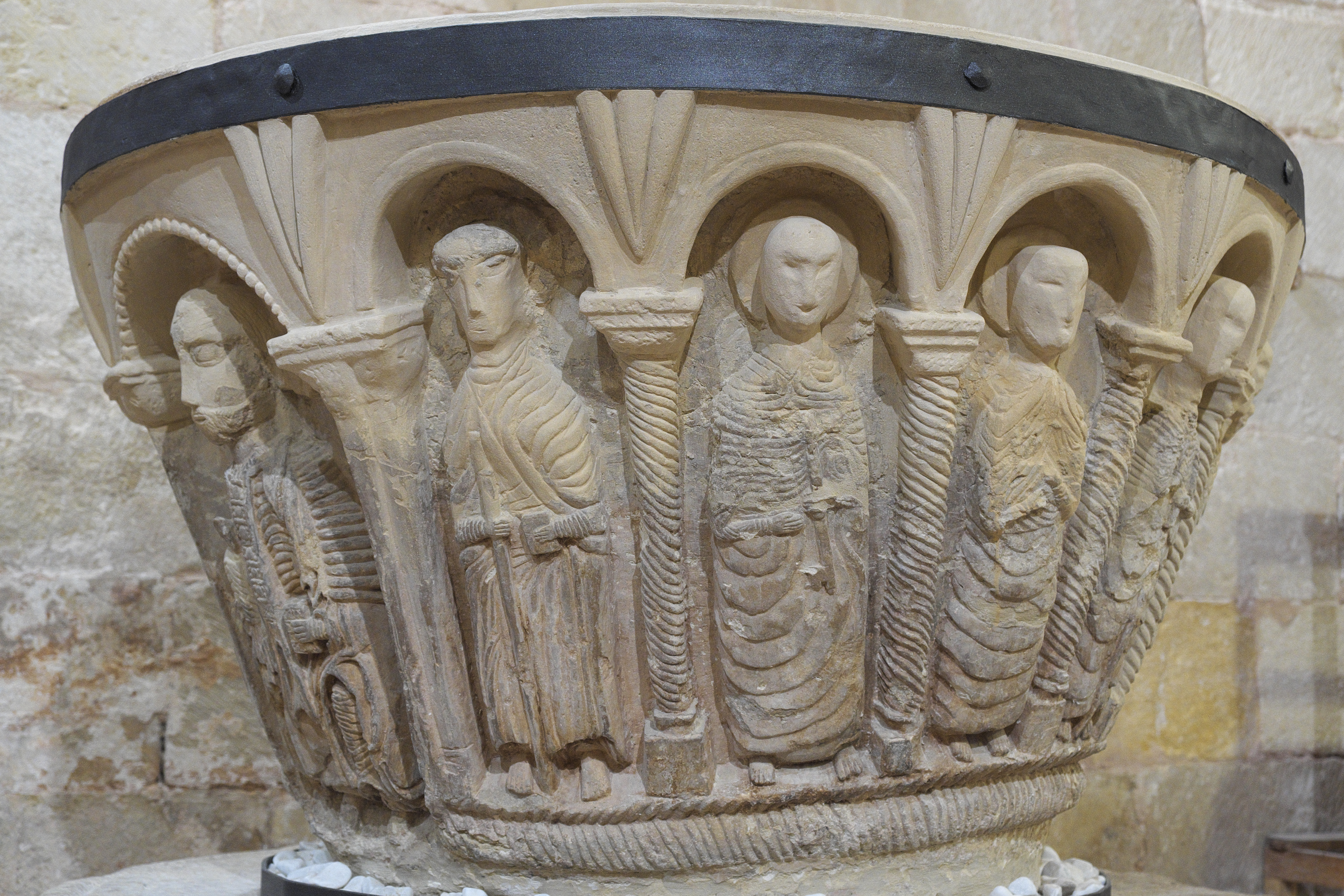
Pila románica
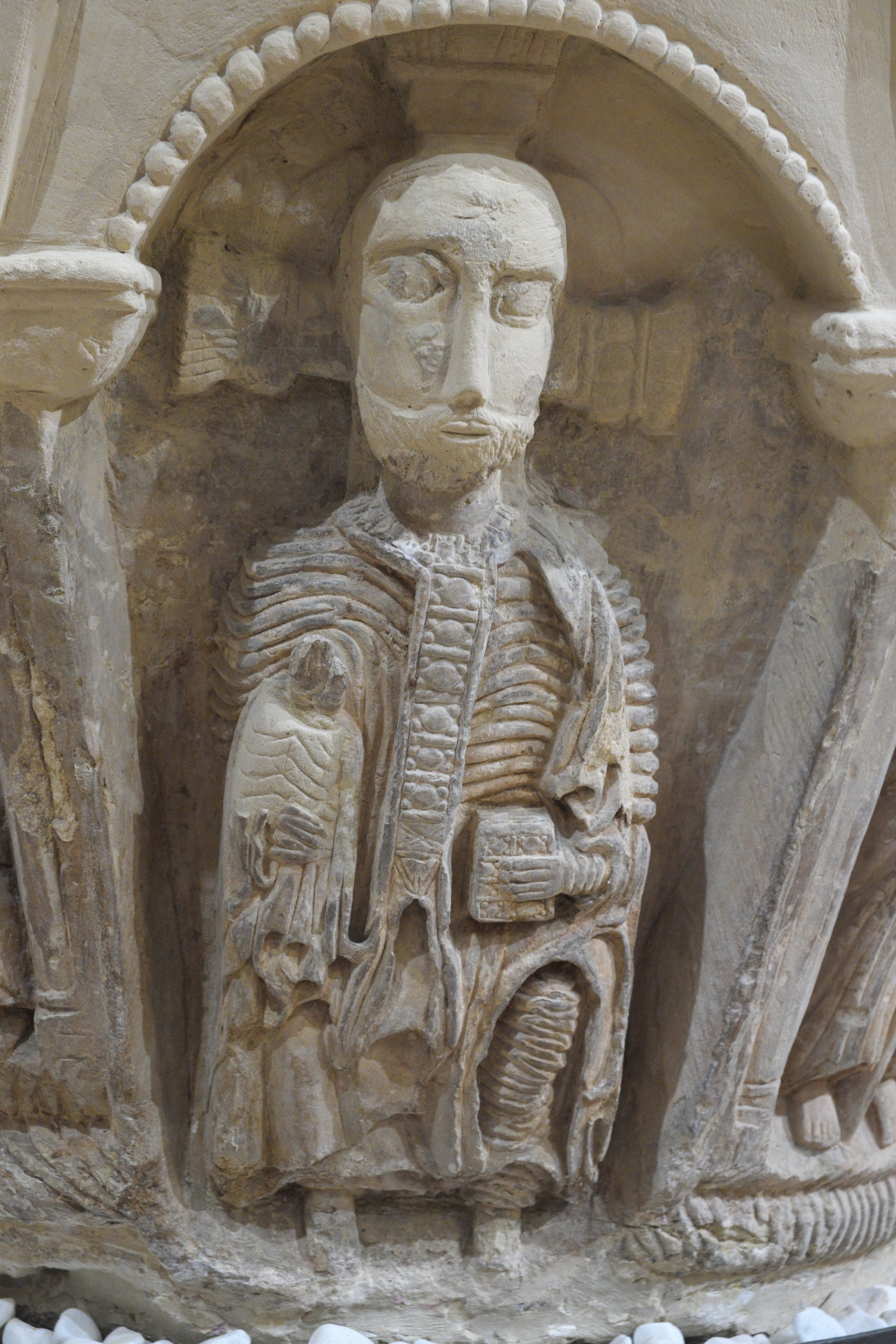
Maiestas Domini en la pila bautismal